# Ibias
Ibias è un comune spagnolo di 2 082 abitanti situato nella comunità autonoma delle Asturie, comarca del Narcea. Nel comune si parla l'eonaviego, variante galiziana con tratti asturiani.